# Конферансьє

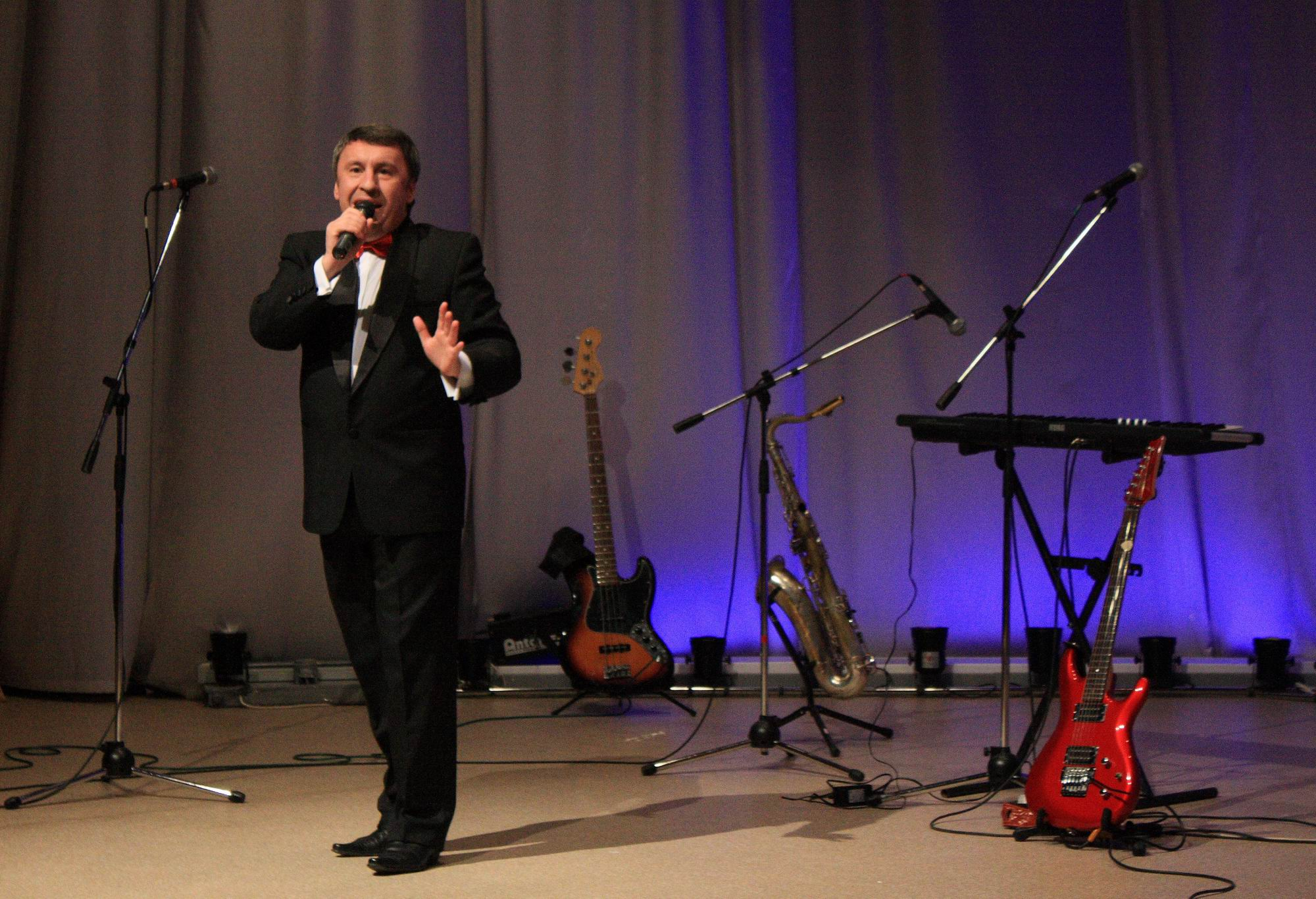
Виступ конферансьє

Конферансьє́ (фр. conférencier — «доповідач») — артист естради; людина, яка оголошує номери програми під час естрадної вистави, розважає присутніх між номерами. Перші конферансьє з'явились у Франції, у 60-х роках XIX ст., де працювали у кабаре. Згодом конферансьє стали залучати до супроводу вистав у театрах вар'єте, мініатюр. Широкого розвитку мистецтво конферансьє набуло у часи СРСР.

### Відомі конферансьє:
- Ілля Ноябрьов
- Григорій Антоненко
- Стефко Оробець
- Олег Поляков
- Михайло Бакальчук

## Конферансьє цирку
Конферансьє цирку — ведучий, який спеціалізується на веденні циркових вистав. Для означення цього роду діяльності також використовують застарілий термін шпрехшталмейстер (нім. sprechstallmeister), який передбачає дещо ширші обов'язки.

### Відомі конферансьє цирку:
- Олександр Буше

## Конферансьє рингу

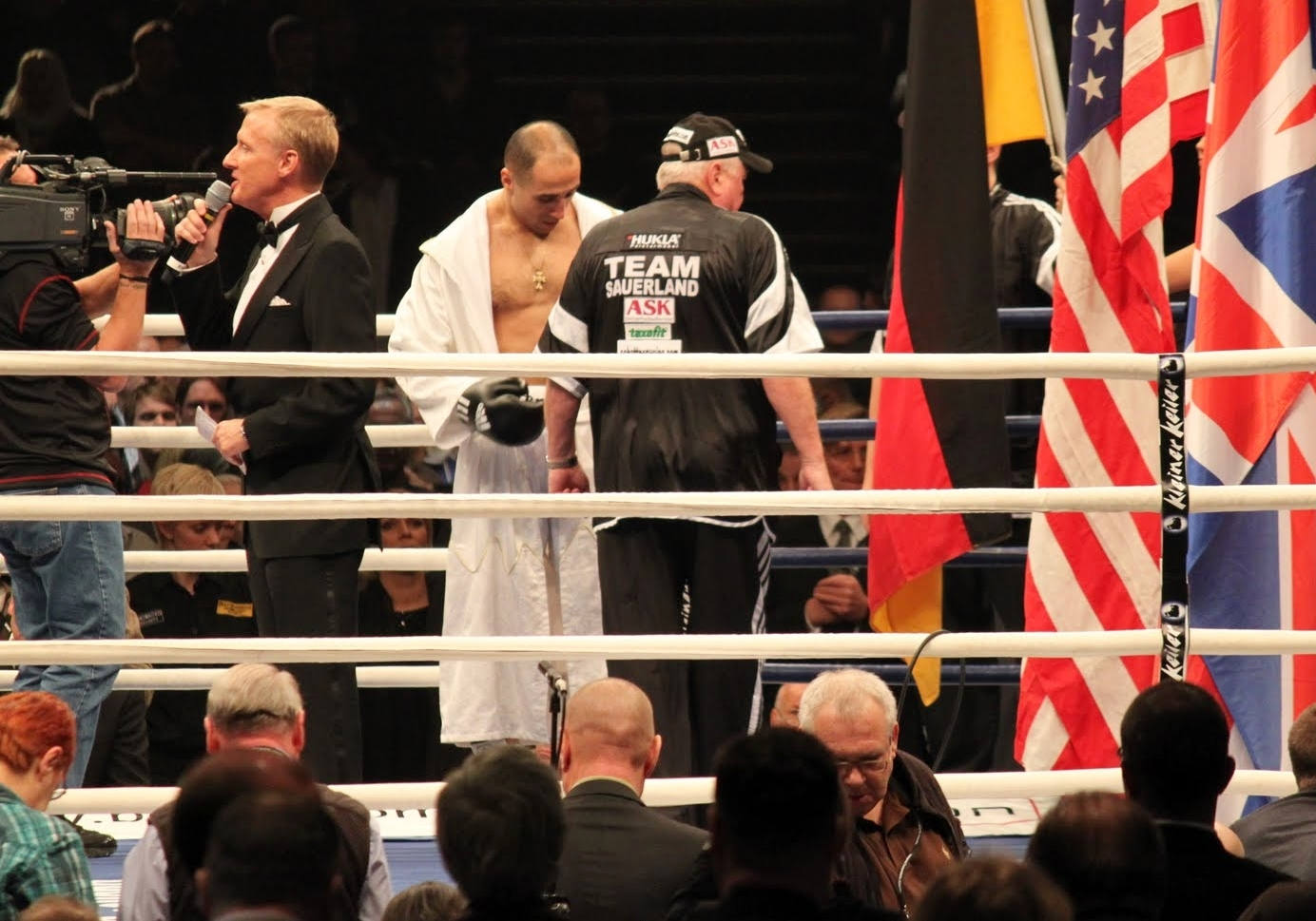
Конферансьє рингу

У країнах із розвиненою культурою спорту окремо виділяють роль конферансьє, який анонсує виступи на турнірах з різноманітних єдиноборств. Такий артист називається конферансьє рингу або ринг-анонсер (англ. ring announcer), і він оголошує вихід спортсменів на ринг у боксі, змішаних бойових мистецтвах, реслінгу тощо.

### Відомі конферансьє рингу:
- Майкл Баффер
- Джастін Робертс